# Pevensey
Pevensey är en liten by (2 725 invånare 1991) och civil parish på grevskapet East Sussex sydöstkust i södra England. Den ligger 1,6 km inåt land från Pevensey Bay, som har en klapperstensstrand. Denna lilla kuststräcka har vid upprepade tillfällen spelat en nyckelroll i Englands historia. 

## Historik
Byns historia är kopplat till dess berömda borg. Borgen vid Pevensey byggdes mellan 300 och 340 av romarna då Britannien var en del av romarriket. Vid denna tid attackerades den södra och den östra delen av provinsen Britannien av skövlande barbarstammar; jutar och saxare. Den södra och östra kusten kallades den saxiska kusten ("the Saxon Shore") och flera stora fort anlades för att försvara den. 
Fortet fick namnet Anderida av romarna och byggdes på vad som då var en obebyggd halvö som höjde sig över den sumpiga kusten. Havet sköljde över vad som nu är Pevensey Marshes (Pevenseykärren) och omgärdade Anderida på tre sidor, vilket gjorde det till en säker och skyddad landstigningplats. Detta sumpiga inlopp som sträckte sig så långt inåt land som till Hailsham, täcktes av små höglandsområden som förblev öar vid högvatten och gav platserna namn som Rickney, Horse Eye, North Eye och Pevensey, alla med ett ursprung i fornengelskans 'eye' som betyder ö.
Då de romerska legionerna lämnade Britannien 408, försökte de romaniserade infödda britterna försvara sin ö från attacker. De var förhållandevis framgångsrika tills 449, då deras ledare, en skicklig politiker, men en dålig general vid namn Vortigern - betalade dessa fiender att som legosoldater hjälpa honom att attackera fienden i norr - pikterna. Jutarna, anförda av Hengist, var framgångsrika och tilldelades ön Thanet i Kent för besväret. Planen misslyckades dock och jutarna revolterade snart. Inom tio år hade de erövrat London. 
Saxare följde jutarnas exempel och invaderade i sin tur Britannien. 491 landsteg en saxisk armé ledd av Aelle på den södra kusten väster om Kent och belägrade Anderida. Efter en heroisk strid besegrades de brittiska försvararna och hela garnisonen och en mängd brittiska flyktingar som sökt skydd i borgen massakrerades. De kvarvarande britterna på sydkusten flydde till skogs norröver eller över kanalen till vad som skulle komma att bli Bretagne i Frankrike. Aelle förklarade att landet skulle vara sydsaxarnas kungarike (Kingdom of the South Saxons) - som senare kom att bli Sussex - och det gamla romerska fortet Anderida brändes och förföll i nästan 600 år.  Under en tid var den gamla ruinborgen bland saxare känd som Andredceaster och den vidsträckta skogen i södra England som sträckte sig 192 km från Anderida till Dorset kallades Andredsweald eller Andredskogen (Forest of Andred).
Under saxarnas tid, då man ville glömma Britanniens romerska historia, döpte man om ruinön till Pefele (Pefes ö) vilket under åren utvecklades till den moderna stavningen Pevensey. Då England enades, förblev fortet Anderida vid Pevensey övergivet och förfallet fram till 1042, då en anglosaxisk adelsman (Harald Godwinson, earl av Wessex - senare kung Harald II av England) byggde ett fäste här och förstärkte befästningen genom att gräva vallgravar kring den gamla romerska fortets murar. Den engelska armén förblev här under sommaren 1066, innan de begav sig norrut för att möta de invaderande norska trupperna. Då Vilhelm av Normandie invaderade Sussex i september 1066 saknades försvar vid Pevensey såväl som på hela sydkusten. 
Vid slaget vid Hastings på Senlac Hill, besegrade hertig Vilhelm de enade engelska styrkorna ledda av kung Harald II. I slutet av 1066 ockuperades borgen av normander. Mycket av det romerska fortet bevarades tack vare Robert av Mortain (Vilhelm Erövrarens halvbror) som tilldelades borgen kort efter den normandiska erövringen.

## Förändring av borgen
Robert av Mortain använde det existerande fortet för att bygga sitt slott, reparerade murarna för att bygga en slottsmur och uppförde en ny borggård i den östra delen. 
En ny port ersatte den ursprungliga huvudingången i sydväst och den östra porten reparerades. Övrig förändring var huvudsakligen tillägg och förbättringar av det gamla fortets ursprungsstruktur.
En ojämn rektangelformad innergård skapades genom att använda en del av den romerska muren och två bastioner på den sydöstra sidan. Kort efter att den inre borggården skapats restes ett rektangulärt stentorn. En tid senare tillades tre bastioner till på den inre borggården. 
Borgen belägrades av Vilhelm Rufus under Upproret 1088 och under en tid av inbördeskrig av Stefan av Blois (1135-1141). Simon de Montfort, på tillbakaväg från att ha erövrat Lewes, belägrade borgen 1264.
Under senare tid var det nära att den antika borgen förstördes. Drottning Elizabeth I beordrade att slottet skulle rivas, men ignorerades och under  Oliver Cromwell försökte man på nytt förstöra den, men som tur var flyttades bara några stenar. Så sent som 1942 gjordes några mindre ändringar på borgen då den blev en utsiktspost över kanalen under andra världskriget. 
Pevensey var välkänt för smuggling under det tidiga 1800-talet.

## Pevensey i konsten
- J. M. W. Turner avbildade Pevensey Castle

- Pevensey förekommer ett flertal gånger i Rudyard Kipling's Puck of Pook's Hill (1907).  Kiplings karaktärer beskriver det som Englands port. Kipling bodde nära Pevensey i Burwash, och området är väl beskrivet i hans självbiografi.

- Pevensey förekommer i en fotografibok av fotografen Fay Godwin, The Saxon Shore (1983).

- Författaren Iain Sinclairs roman från 2004 Dining on Stones or, The Middle Ground beskriver den excentriske Andrew Norton och hans äventyr omkring Pevensey Bay.

- Pevensey är platsen för delar av  George Gissings roman från 1887 Thyrza, med en särskilt fin beskrivning i kapitel XLI, The Living.